# Into the Flesh
Into the Flesh è il terzo album del gruppo musicale pop punk italiano Melody Fall, pubblicato il 12 ottobre 2010 dall'etichetta discografica Universal Records.

## Tracce
Testi di Fabrizio Panebarco.
1. Welcome To – 1:22
2. Holy Wood – 4:13
3. Tonight – 3:54
4. I'm Not – 3:32
5. Apricot Marmelade – 2:55
6. N.K (Nikel) – 3:49
7. K.I.S. – 3:03
8. Trust (Between Human Beings) – 3:00
9. Revolution – 2:57
10. Frenkie's Dead – 3:35
11. Sir Rodney – 3:57
12. Beautiful (Ode on a Modern Urn) – 3:40
13. It Can't Be Over – 3:35

Durata totale: 43:32